# Santiago (Alcácer do Sal)
 Santiago ist eine ehemalige Gemeinde (Freguesia) in Portugal. Sie gehörte zum Kreis Alcácer do Sal. Die Freguesia hatte eine Fläche von 286,9 km² und 4593 Einwohnern (Stand 30. Juni 2011). Daraus hat sich eine Bevölkerungsdichte von 16 Einw./km² ergeben. Die Gemeinde umfasste u. a. den historischen Innenstadtbereich von Alcácer do Sal zusammen mit der ebenfalls zum gleichen Kreis gehörenden, ehemaligen und mittlerweile mit dieser zusammengefassten Gemeinde Santa Maria do Castelo. Neben einem Kloster lag in dieser Gemeinde auch die Hauptkirche Igreja de Santiago.
Am 29. September 2013 wurden die Freguesias Alcácer do Sal (Santiago), Santa Susana und Alcácer do Sal (Santa Maria do Castelo) zur neuen Freguesia União das Freguesias de Alcácer do Sal (Santa Maria do Castelo e Santiago) e Santa Susana zusammengefasst. Alcácer do Sal (Santiago) ist Sitz dieser neu gebildeten Freguesia. Die Freguesia Alcácer do Sal (Santiago) führte kein Wappen.